# 第73回全国高等学校野球選手権大会
第73回全国高等学校野球選手権大会（だい73かいぜんこくこうとうがっこうやきゅうせんしゅけんたいかい）は、1991年8月8日から8月21日まで阪神甲子園球場で行われた全国高等学校野球選手権大会である。

## 概要
大阪桐蔭が史上最速の創部4年目で初出場・初優勝。沖縄水産は2年連続で決勝戦に進出したが、沖縄勢の初優勝はならなかった。なお、沖縄水産の大野倫投手は決勝戦終了後、肘を疲労骨折した状態で全試合完投する事態だったと判明し、問題となった。本大会から、49番目に登場する学校の対戦相手を、組み合わせ抽選会で事前に決めることになった。
甲子園球場外野後方の左翼・右翼にそれぞれ設けられていたラッキーゾーンが、この大会を最後に撤去される事となった。

## 代表校
| 東日本   | 東日本       | 東日本        |
| 地方大会 | 代表校       | 出場回数      |
| -------- | ------------ | ------------- |
| 北北海道 | 旭川工       | 初出場        |
| 南北海道 | 北照         | 初出場        |
| 青森     | 弘前実       | 7年ぶり3回目  |
| 岩手     | 専大北上     | 初出場        |
| 秋田     | 秋田         | 8年ぶり16回目 |
| 山形     | 米沢工       | 初出場        |
| 宮城     | 東北         | 4年ぶり16回目 |
| 福島     | 学法石川     | 2年ぶり7回目  |
| 茨城     | 竜ヶ崎一     | 2年連続9回目  |
| 栃木     | 宇都宮学園   | 3年ぶり6回目  |
| 群馬     | 樹徳         | 初出場        |
| 埼玉     | 春日部共栄   | 初出場        |
| 山梨     | 市川         | 初出場        |
| 千葉     | 我孫子       | 13年ぶり2回目 |
| 東東京   | 帝京         | 2年ぶり4回目  |
| 西東京   | 国学院久我山 | 10年ぶり2回目 |
| 神奈川   | 桐蔭学園     | 7年ぶり3回目  |
| 長野     | 松商学園     | 5年ぶり27回目 |
| 新潟     | 新潟明訓     | 初出場        |
| 富山     | 富山商       | 2年ぶり8回目  |
| 静岡     | 市沼津       | 初出場        |
| 愛知     | 東邦         | 2年ぶり11回目 |
| 岐阜     | 市岐阜商     | 15年ぶり2回目 |
| 三重     | 四日市工     | 初出場        |

| 西日本   | 西日本     | 西日本         |
| 地方大会 | 代表校     | 出場回数       |
| -------- | ---------- | -------------- |
| 石川     | 星稜       | 3年連続10回目  |
| 福井     | 福井       | 6年ぶり4回目   |
| 滋賀     | 八幡商     | 4年連続4回目   |
| 京都     | 北嵯峨     | 4年ぶり2回目   |
| 奈良     | 天理       | 2年連続16回目  |
| 和歌山   | 智弁和歌山 | 2年ぶり3回目   |
| 大阪     | 大阪桐蔭   | 初出場         |
| 兵庫     | 村野工     | 初出場         |
| 岡山     | 岡山東商   | 13年ぶり11回目 |
| 鳥取     | 米子東     | 2年ぶり13回目  |
| 広島     | 西条農     | 初出場         |
| 島根     | 益田農林   | 33年ぶり2回目  |
| 山口     | 宇部商     | 2年連続8回目   |
| 香川     | 坂出商     | 3年ぶり6回目   |
| 愛媛     | 川之江     | 6年ぶり4回目   |
| 徳島     | 池田       | 3年ぶり8回目   |
| 高知     | 明徳義塾   | 7年ぶり2回目   |
| 福岡     | 柳川       | 15年ぶり4回目  |
| 佐賀     | 佐賀学園   | 2年連続3回目   |
| 長崎     | 瓊浦       | 11年ぶり2回目  |
| 熊本     | 熊本工     | 2年ぶり12回目  |
| 大分     | 柳ヶ浦     | 4年ぶり3回目   |
| 宮崎     | 延岡学園   | 13年ぶり2回目  |
| 鹿児島   | 鹿児島実   | 2年連続11回目  |
| 沖縄     | 沖縄水産   | 2年連続7回目   |

## 試合結果

### 1回戦
8月8日
- 柳ヶ浦 8 - 1 新潟明訓
- 沖縄水産 4 - 3 北照
- 明徳義塾 6 - 0 市岐阜商

8月9日
- 我孫子 5 - 0 米子東
- 学法石川 3 - 2 智弁和歌山
- 弘前実 6 - 2 川之江
- 池田 5 - 4 国学院久我山（延長10回）

8月10日
- 松商学園 6 - 2 岡山東商
- 佐賀学園 3x - 2 春日部共栄（延長10回）
- 八幡商 3 - 2 富山商
- 専大北上 3 - 2 村野工

8月11日
- 天理 4 - 1 宇都宮学園
- 柳川 6 - 1 米沢工
- 帝京 8 - 5 福井
- 桐蔭学園 4 - 2 熊本工

8月12日
- 西条農 4x - 3 東北
- 宇部商 2 - 0 東邦

### 2回戦
- 秋田 4x - 3 北嵯峨

8月13日
- 竜ヶ崎一 5 - 4 益田農林
- 鹿児島実 5 - 3 旭川工
- 星稜 4 - 3 市沼津
- 市川 6x - 5 瓊浦

8月14日
- 大阪桐蔭 11 - 3 樹徳
- 四日市工 8 - 4 延岡学園
- 帝京 13 - 0 坂出商
- 我孫子 6 - 3 西条農

8月15日
- 桐蔭学園 5 - 1 柳ヶ浦
- 松商学園 8 - 3 八幡商
- 宇部商 8 - 3 学法石川
- 柳川 10 - 3 専大北上

8月16日
- 沖縄水産 6 - 5 明徳義塾
- 池田 13 - 4 弘前実
- 佐賀学園 3 - 1 天理

### 3回戦
| 試合日  | 試合順  | 勝利     | スコア | 敗戦     | 備考     |
| ------- | ------- | -------- | ------ | -------- | -------- |
| 8月17日 | 第1試合 | 星稜     | 4 - 3  | 竜ヶ崎一 |          |
| 8月17日 | 第2試合 | 帝京     | 8x - 6 | 池田     | 延長10回 |
| 8月17日 | 第3試合 | 大阪桐蔭 | 4 - 3  | 秋田     | 延長11回 |
| 8月17日 | 第4試合 | 市川     | 2 - 0  | 我孫子   |          |
| 8月18日 | 第1試合 | 沖縄水産 | 7 - 5  | 宇部商   |          |
| 8月18日 | 第2試合 | 松商学園 | 4x - 3 | 四日市工 | 延長16回 |
| 8月18日 | 第3試合 | 鹿児島実 | 5x - 4 | 桐蔭学園 |          |
| 8月18日 | 第4試合 | 柳川     | 6 - 2  | 佐賀学園 |          |

### 準々決勝
| 試合日  | 試合順  | 勝利     | スコア | 敗戦     |
| ------- | ------- | -------- | ------ | -------- |
| 8月19日 | 第1試合 | 沖縄水産 | 6 - 4  | 柳川     |
| 8月19日 | 第2試合 | 星稜     | 3 - 2  | 松商学園 |
| 8月19日 | 第3試合 | 鹿児島実 | 7 - 3  | 市川     |
| 8月19日 | 第4試合 | 大阪桐蔭 | 11 - 2 | 帝京     |

### 準決勝
| 試合日  | 試合順  | 勝利     | スコア | 敗戦     |
| ------- | ------- | -------- | ------ | -------- |
| 8月20日 | 第1試合 | 沖縄水産 | 7 - 6  | 鹿児島実 |
| 8月20日 | 第2試合 | 大阪桐蔭 | 7 - 1  | 星稜     |

### 決勝
|          | 1 | 2 | 3 | 4 | 5 | 6 | 7 | 8 | 9 | R  | H  | E |
| -------- | - | - | - | - | - | - | - | - | - | -- | -- | - |
| 沖縄水産 | 0 | 1 | 5 | 1 | 0 | 0 | 1 | 0 | 0 | 8  | 13 | 2 |
| 大阪桐蔭 | 2 | 0 | 2 | 0 | 6 | 2 | 0 | 1 | X | 13 | 16 | 2 |

1. （沖）：大野 - 平野
2. （大）：和田、背尾 - 白石
3. 本塁打
（大）：萩原
4. 審判
［球審］永野
［塁審］布施・田中・清水幹
5. 試合時間：2時間40分

| 沖縄水産 | 沖縄水産 | 沖縄水産          |
| 打順     | 守備     | 選手              |
| -------- | -------- | ----------------- |
| 1        | [中]     | 屋良景太（3年）   |
| 2        | [遊]     | 仲程正樹（3年）   |
| 3        | [一]     | 具志川和成（3年） |
| 4        | [投]     | 大野倫（3年）     |
| 5        | [左]     | 仲村雅仁（3年）   |
| 6        | [二]     | 吉田宗市（3年）   |
|          | 二       | 玉城進一（2年）   |
| 7        | [右]     | 野原毅（3年）     |
|          | 右       | 知念信行（3年）   |
| 8        | [捕]     | 平野伸一（3年）   |
| 9        | [三]     | 上地宰将（3年）   |
|          | 三       | 小川勝司（2年）   |

| 大阪桐蔭 | 大阪桐蔭 | 大阪桐蔭          |
| 打順     | 守備     | 選手              |
| -------- | -------- | ----------------- |
| 1        | [中]     | 玉山雅一（3年）   |
| 2        | [遊]     | 元谷哲也（3年）   |
| 3        | [左]     | 井上大（3年）     |
| 4        | [右]一   | 萩原誠（3年）     |
| 5        | [二]     | 沢村通（3年）     |
| 6        | [一]     | 光武敬史（3年）   |
|          | 打       | 正野浩司（3年）   |
|          | 右       | 元谷信也（2年）   |
| 7        | [捕]     | 白石幸二（3年）   |
| 8        | [三]     | 足立昌亮（3年）   |
| 9        | [投]     | 和田友貴彦（3年） |
|          | 投       | 背尾伊洋（3年）   |

## 大会本塁打
1回戦
- 第1号：津川力（明徳義塾）
- 第2号：津川力（明徳義塾）
- 第3号：野口大介（国学院久我山）
- 第4号：二村武（松商学園）
- 第5号：二村武（松商学園）
- 第6号：實松尊信（佐賀学園）
- 第7号：田島修（柳川）
- 第8号：三田村浩幸（帝京）
- 第9号：森裕司（福井）

2回戦
- 第10号：味園博和（鹿児島実）
- 第11号：味園博和（鹿児島実）
- 第12号：米本賢輔（市沼津）
- 第13号：牧山洋仁（瓊浦）
- 第14号：萩原誠（大阪桐蔭）
- 第15号：元谷哲也（大阪桐蔭）
- 第16号：三澤興一（帝京）
- 第17号：豊田智伸（帝京）
- 第18号：礒部公一（西条農）
- 第19号：若林隆信（佐賀学園）

3回戦
- 第20号：藁科智尉（竜ヶ崎一）
- 第21号：松井秀喜（星稜）
- 第22号：三ツ川智哉（池田）
- 第23号：三澤興一（帝京）
- 第24号：稲元智（帝京）
- 第25号：菅原勇輝（秋田）
- 第26号：沢村通（大阪桐蔭）
- 第27号：岡田亮（宇部商）
- 第28号：河本成司（四日市工）
- 第29号：副島孔太（桐蔭学園）
- 第30号：味園博和（鹿児島実）

準々決勝
- 第31号：吉田宗市（沖縄水産）
- 第32号：宮沢太一（松商学園）
- 第33号：俣瀬直樹（鹿児島実）
- 第34号：井上大（大阪桐蔭）

準決勝
- 第35号：具志川和成（沖縄水産）
- 第36号：萩原誠（大阪桐蔭）

決勝
- 第37号：萩原誠（大阪桐蔭）

## その他の主な出場選手
- 木立章成（専大北上）
- 井上浩司（専大北上）
- 羽根川竜（東北）
- 川越英隆（学法石川）
- 戸部浩（樹徳）
- 城石憲之（春日部共栄）
- 橿渕聡（春日部共栄）
- 荒井修光（我孫子）
- 井口忠仁（国学院久我山）
- 髙木大成（桐蔭学園）
- 高橋由伸（桐蔭学園）
- 上田佳範（松商学園）
- 小林幹英（新潟明訓）

- 山田貴志（東邦）
- 井手元健一朗（四日市工）
- 細見和史（北嵯峨）
- 谷口功一（天理）
- 安達智次郎（村野工）
- 黒田哲史（村野工）
- 大畑裕勝（柳川）
- 岸川雄二（佐賀学園）
- 塩崎真（熊本工）
- 岡本克道（柳ヶ浦）
- 黒木知宏（延岡学園）
- 黒木純司（延岡学園）
- 内薗直樹（鹿児島実）